# Homerton
Homerton is een wijk in het Londense bestuurlijke gebied Hackney, in de regio Groot-Londen.

## Geboren
- Ugo Ehiogu (1972-2017), voetballer